# Cabera erythemaria
Cabera erythemaria là một loài bướm đêm trong họ Geometridae.